# Conjetura de Collatz

Grafo dirigido mostrando cómo funciona la Conjetura de Collatz, omitiendo los números pares. En la conjetura se hipotetiza que todo número eventualmente termina en 1.

La conjetura de Collatz, conocida también como conjetura 3n+1 o conjetura de Ulam (entre otros nombres), fue enunciada por el matemático Lothar Collatz en 1937, y aún no ha sido resuelta.

## Enunciado

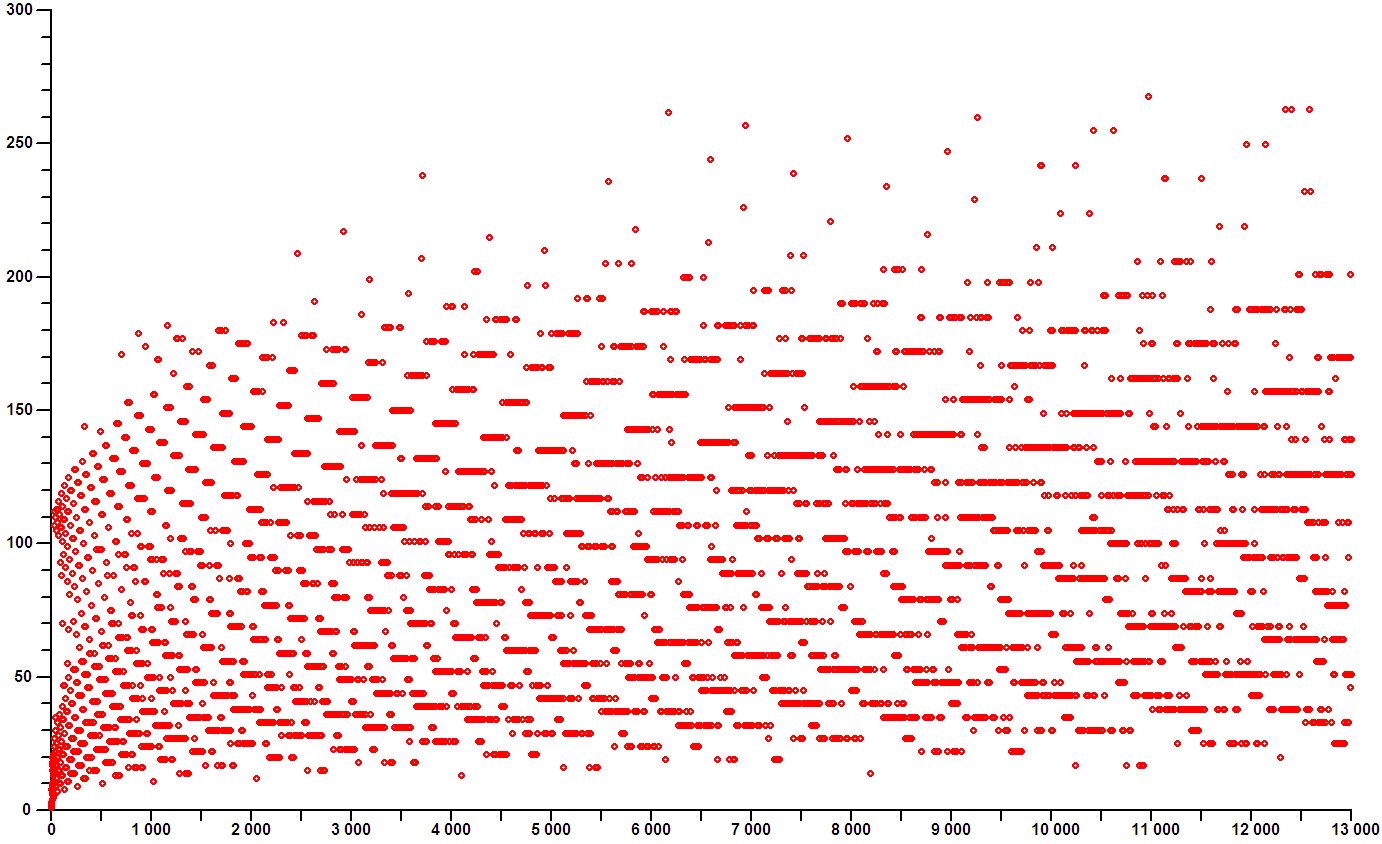
Tiempo de órbita (número de pasos o iteraciones) necesario para alcanzar la unidad para números comprendidos entre 1 y 13000.

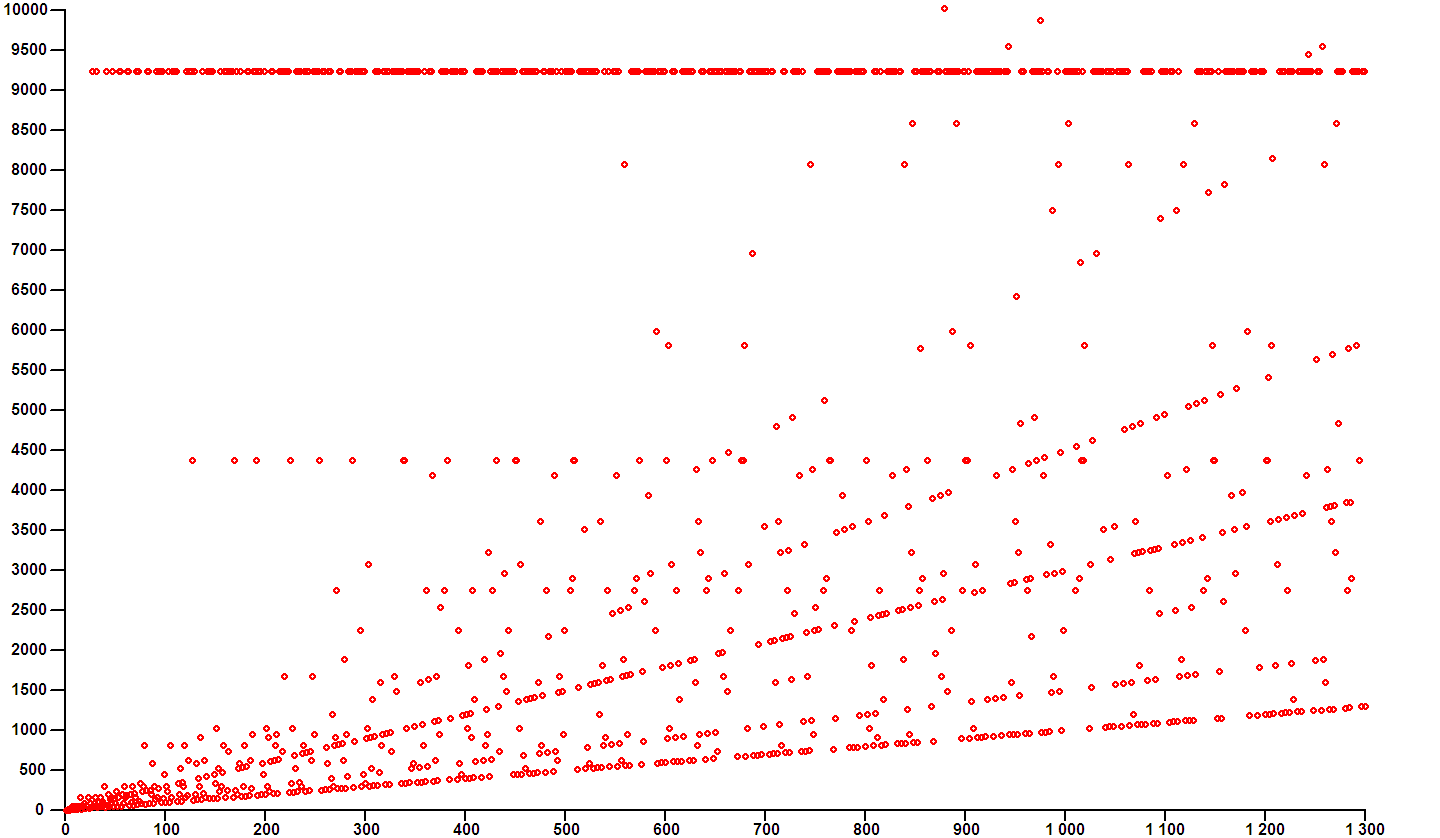
Cota superior para valores entre 1 y 1300. La línea horizontal superior corresponde a la cota 9232. Esta cota es un valor 'preferido' para muchas secuencias, como las que comienzan con 27, 31, 41, 47, 54, 55, 62, 63, etc.

Sea la siguiente operación, aplicable a cualquier número entero positivo:
- Si el número es par, se divide entre 2.
- Si el número es impar, se multiplica por 3 y se suma 1.

Formalmente, esto equivale a una función {\displaystyle f:\mathbb {N} \mapsto \mathbb {N} }:

{\displaystyle f(n)={\begin{cases}{\tfrac {n}{2}},&{\mbox{si }}n{\mbox{ es par}}\\3n+1,&{\mbox{si }}n{\mbox{ es impar}}\end{cases}}}

Ahora, se forma una sucesión mediante la aplicación de esta operación repetidamente, comenzando por cualquier entero positivo, y tomando el resultado de cada paso como la entrada del siguiente.
En notación:
{\displaystyle a_{i}={\begin{cases}n&{\text{para }}i=0\\f(a_{i-1})&{\text{para }}i>0\end{cases}}}
(esto es: {\displaystyle a_{i}} es el valor de {\displaystyle f} aplicado a {\displaystyle n} recursivamente {\displaystyle i} veces;  {\displaystyle a_{i}=f^{i}(n)}).
La conjetura dice que siempre alcanzaremos el 1 independientemente del número con el que comencemos.

## Ejemplos
Dado un número cualquiera, podemos considerar su órbita, es decir, las imágenes sucesivas al iterar la función. Por ejemplo, si n=13:

{\displaystyle f(13)=13\cdot 3+1=40}
{\displaystyle f(f(13))={\tfrac {40}{2}}=20}
{\displaystyle f(f(f(13)))={\tfrac {20}{2}}=10;\ {\mbox{etc.}}}

Si observamos este ejemplo, la órbita de 13 es periódica, es decir, se repite indefinidamente a partir de un momento dado, que corresponde con el ciclo 4, 2, 1: 
13, 40, 20, 10, 5, 16, 8, 4, 2, 1.
- Empezando en n = 6, la sucesión tiene 8 pasos, y llega a la siguiente sucesión: 6, 3, 10, 5, 16, 8, 4, 2, 1.  3 de los pasos son impares: 3, 5, 1.
- Empezando en n = 11, la sucesión tiene 14 pasos: 11, 34, 17, 52, 26, 13, 40, 20, 10, 5, 16, 8, 4, 2, 1.  4 son impares (además del 11): 17, 13, 11, 1.
- Empezando en n = 27, la sucesión tiene 111 pasos, llegando hasta 9232 antes de descender a 1: 27, 82, 41, 124, 62, 31, 94, 47, 142, 71, 214, 107, 322, 161, 484, 242, 121, 364, 182, 91, 274, 137, 412, 206, 103, 310, 155, 466, 233, 700, 350, 175, 526, 263, 790, 395, 1186, 593, 1780, 890, 445, 1336, 668, 334, 167, 502, 251, 754, 377, 1132, 566, 283, 850, 425, 1276, 638, 319, 958, 479, 1438, 719, 2158, 1079, 3238, 1619, 4858, 2429, 7288, 3644, 1822, 911, 2734, 1367, 4102, 2051, 6154, 3077, 9232, 4616, 2308, 1154, 577, 1732, 866, 433, 1300, 650, 325, 976, 488, 244, 122, 61, 184, 92, 46, 23, 70, 35, 106, 53, 160, 80, 40, 20, 10, 5, 16, 8, 4, 2, 1.  Pasos impares: 41, 31, 47, 71, 107, 161, 121, 91, 137, 103, 155, 233, 175, 263, 395, 593, 445, 167, 251, 377, 283, 425, 319, 479, 719, 1079, 1619, 2429, 911, 1367, 2051, 3077, 577, 433, 325, 61, 23, 35, 53, 5, 1.  Total: 41.  Por eso muchos matemáticos eligen trabajar sólo con los números impares.
- Empezando en n = 1002, la sucesión tiene 111 pasos, llegando hasta 9232 antes de descender a 1. Este caso es peculiar, ya que presenta algunas semejanzas con el número 27; como lo es que les toman 111 pasos llegar a 1, en el paso 77 llegan a su punto máximo, el cual es 9232 para ambas sucesiones.
- Empezando en n = 75128138247, la sucesión tiene 1228 pasos para llegar a 1.  461 de los pasos son impares.
- Empezando en n = 1424652103065, la sucesión tiene 1240 pasos para llegar a 1.
- Empezando en n = 40523437598309, la sucesión tiene 1250 pasos para llegar a 1.
- Empezando en n = 32018518596193, la sucesión tiene 1260 pasos para llegar a 1.
- Empezando en n = 151791495567137, la sucesión tiene 1270 pasos para llegar a 1.
- Empezando en n = 719604127133093, la sucesión tiene 1280 pasos para llegar a 1.
- Empezando en n = 1705728301352515, la sucesión tiene 1289 pasos para llegar a 1.
- Empezando en n = 16172831301712733, la sucesión tiene 1300 pasos para llegar a 1.

## Estado actual del problema
Si existe algún contraejemplo a la conjetura (es decir, un número cuya secuencia no alcance nunca el 1), debe satisfacer alguna de estas condiciones:
- la órbita del número no está acotada; o bien
- la órbita también es periódica, pero con un período distinto de 4, 2, 1.

Dado que n y 4n+1 generan el mismo impar, si existe un contraejemplo, en realidad, existen infinitos.

### Evidencia computacional
Aunque formalmente no demuestra nada, existen diversos grupos de computación que se dedican a calcular las secuencias de números cada vez más grandes. En mayo de 2020 se comprobó la conjetura para todas las secuencias de números menores que {\displaystyle 2^{68}}.  Según la Wikipedia en inglés y en francés, se ha comprobado la conjetura hasta {\displaystyle 2.36} •{\displaystyle 10^{21}}

## Resultados parciales

### Suma de potencias de 4
Los números que son suma de potencias de 4, como 
5 = 1 + 4, 
21 = 1 + 4 + 16, 
85 = 1 + 4 + 16 + 64, 
341 = 1 + 4 + 16 + 64 + 256, 
etc, conducen a 1 en forma casi directa, como en el siguiente ejemplo:
21 · 3 + 1 = 64, que es una potencia de 2 y genera el 1 al dividir 6 veces entre 2.
La prueba es muy simple:
{\displaystyle 1+4+4^{2}+...+4^{n}} es la suma de una progresión geométrica, e igual a {\displaystyle [4^{n}\cdot 4}{\displaystyle -1]/3}.  Al aplicar el algoritmo, obtenemos una potencia de 4, que, luego de sucesivas divisiones entre 2 nos da 1.

### Propiedades
Algunas propiedades de las trayectorias podrían ayudar a demostrar la conjetura.  Las más importantes son las siguientes:
1) Las trayectorias de un número impar q y de 4q+1 se juntan.  La demostración es muy simple también.
q -> 3q+1.  Por otro lado:
4q+1 -> 12q + 4 que, luego de divdir dos veces entre 2 da 3q + 1.
2) Las trayectorias de un impar q y 2q+1 se unen en determinadas condiciones.  Algunos ejemplos son 7 y 15, o 11 y 23.  Si representamos sólo los impares, se ve este fenómeno más claramente.
Trayectoria del 7: 7, 11, 17, 13, 5, 1.  Trayectoria del 15: 
15, 23, 35, 53, 5, 1.
Como se puede apreciar, ambas se juntan en el 5.
Nótese que 3 y 7 no se conectan de la misma forma.
3, 5, 1
Un segundo ejemplo es el 11 y el 23.
11, 17, 13, 5, 1.
23, 35, 53, 5, 1.
11 no se conecta con el 5 de esta manera.
5, 1
Un tercer ejemplo es 27 y 55.  Aquí vemos los primeros números y se juntan a nivel del 47
27, 41, 31, 47, 71, 107,...
55, 83, 125, 47, 71, 107, ...
Esta propiedad funciona para la gran mayoría de los números.

### Números que terminan en 3
Al agregar un 3 al final de los números que son suma de potencias de 4 (a partir del 1, el 13, a partir del 5, el 53, a partir del 21, el 213, a partir del 85, el 853, etc.), se obtiene 5, a partir del cual se obtiene 1.
213 = 210 + 3 y 213 · 3 + 1 = 639 + 1 = 640 = 5 · 128.  Como 128 es una potencia de 2, dividiendo 640 varias veces entre 2, se llega a 5.
Se puede generalizar este resultado de la siguiente manera: Si {\displaystyle x} es un impar, y {\displaystyle (3x+1)/}{\displaystyle 2^{k}} es otro impar, llamémosle {\displaystyle p}, al aplicar el algoritmo de Collatz a {\displaystyle 10x+3}, el siguiente impar será {\displaystyle 5p}.
Ejemplos: 3 -> 10 -> 5. El siguiente impar en la sucesión del 3 es el 5. Entonces, el siguiente impar en la sucesión del 33 será el 25 = {\displaystyle 5\cdot 5}.
7-> 22 -> 11.  El siguiente impar en la sucesión del 7 es el 11.  Entonces, el siguiente impar en la sucesión del 73 será el 55 = {\displaystyle 11\cdot 5}.

### Potencias de 4 más uno
Los números que son de la forma {\displaystyle 4^{n}+1} generan {\displaystyle 3^{n}+1} y estos son menores que el número de partida para todo n natural.
Esa propiedad funciona para todos los números que se pueden expresar de la forma 4n+1.  3(4n+1) + 1 = 12n + 4, que genera 3n + 1 al dividir dos veces entre 2.

### 3 mod 6
Los números que son de la forma 3 mod 6 son múltiplos de 3 e impares.  No poseen predecesores impares.
Algunos de ellos pueden ser considerados generadores de números impares mayores. Por ejemplo, el 31 puede generarse partiendo del 27. De la misma forma, el 111 genera el 167, que pertenece a la sucesión de números que empieza en el 27.
Sin embargo, el 9 genera el 7, así que esto no es una propiedad general.

## Patrones

### Patrón binario
Se ha propuesto el estudio de patrones en sistema binario para el estudio de las propiedades de los números expresados como polinomios de potencias de 2, lo que simplifica el estudio de las propiedades de los mismos. Luego pueden ser demostrados los teoremas correspondientes. Por ejemplo, los números como 5, 21, 85, etc., tienen una expresión del tipo 10101...01 en sistema binario. Esos números son, entonces, los coeficientes de un polinomio en potencias pares de 2.
{\displaystyle 3\cdot \left(2^{0}+2^{2}+...+\left(2^{n}\right)^{2}\right)+1=4\cdot 4^{n}}
Los números del tipo 111...11 (n unos) que son iguales a {\displaystyle 2^{n}-1}, generan en un primer momento los de este tipo: 1011...111, (n+1 cifras). En un segundo momento se obtiene 10001...1 (n+2 cifras), luego 11010111...1, etc.

## Variantes
Existen algunas variantes como, por ejemplo, la conjetura 2n+2, la cual se enuncia exactamente igual cambiando la función de impares a pares, es decir, si el número es impar, se multiplica por 2 y se suma 2.

### Código
Un posible código en python a esta conjetura para demostrarla es la siguiente:
```
# Definir una función que aplica la operación de la conjetura

def
 
collatz
(
n
):

  
if
 
n
 
%
 
2
 
==
 
0
:
 
# Si el número es par, se divide entre 2

    
return
 
n
 
//
 
2

  
else
:
 
# Si el número es impar, se multiplica por 3 y se suma 1

    
return
 
3
 
*
 
n
 
+
 
1

# Pedir al usuario que ingrese un número entero positivo

n
 
=
 
int
(
input
(
"Ingrese un número entero positivo: "
))

# Mientras el número no sea 1, aplicar la función y mostrar el resultado

while
 
n
 
!=
 
1
:

  
n
 
=
 
collatz
(
n
)

  
print
(
n
)

```

Como otra opcion, en Rust puede demostrarse con este código:
```
use
 
std
::
io
;
//esto es necesario para leer la entrada de la terminal

fn
 
collazt
(
mut
 
n
:
 
u32
)
 
->
 
(
usize
,
 
Vec
<
u32
>
)
 
{

    
let
 
mut
 
iteraciones
:
 
Vec
<
u32
>
 
=
 
Vec
::
new
();
//esta variable almacena las iteraciones de la funcion

    
println!
(
"Collazt. Parametro inicial: {n}"
);

    
while
 
n
 
>
 
1
 
{

        
n
 
=
 
if
 
n
 
%
 
2
 
==
 
0
 
{
 
n
 
/
 
2
 
}
 
else
 
{
 
n
 
*
 
3
 
+
 
1
 
};
//aqui se aplica la formula

        
iteraciones
.
push
(
n
);
//esta funcion introduce el valor de n en las iteraciones

    
}

    
return
 
(
iteraciones
.
len
(),
 
iteraciones
);
//regresa la cantidad de pasos y las iteraciones

}

fn
 
main
()
 
{

    
loop
 
{

        
println!
(
"Ingrese un numero entero positivo:"
);

        
let
 
mut
 
input_line
 
=
 
String
::
new
();
//esta variable guardara la entrada

        
io
::
stdin
().
read_line
(
&
mut
 
input_line
).
expect
(
"Error al leer entrada"
);
//esto lee la linea

        
if
 
let
 
Ok
(
x
)
 
=
 
input_line
.
trim
().
parse
::
<
u32
>
(){
//convierte a numero positivo entero

            
let
 
coll
 
=
 
collazt
(
x
);
//ejecuta la funcion y guarda los valores que regresa

            
println!
(
"numero de pasos: {}. Secuencia: {:?}"
,
 
coll
.
0
,
 
coll
.
1
);
//muestra los valores

            
}

        
else
 
{
println!
(
"La entrada no era un numero entero positivo"
)}
//si la entrada no es correcta, se mostrara este mensaje en lugar de lo anterior

        
println!
()

    
}

}

```